# بوروکسین
بوروکسین (به انگلیسی: Boroxine) با فرمول شیمیایی B۳H۳O۳ یک ترکیب شیمیایی با شناسه پاب‌کم ۱۳۹۴۶۱ است. که جرم مولی آن 83.455 g mol−۱ می‌باشد. 